# Rik Toonen
Hendrik „Rik“ Adriaan Toonen (* 21. Mai 1954 in Arnhem) ist ein ehemaliger niederländischer Wasserballspieler. Mit der niederländischen Nationalmannschaft gewann er 1976 die olympische Bronzemedaille.

## Sportliche Karriere
Der 1,95 Meter große Toonen spielte im Verein Neptunus in Arnhem.
1973 wurde in Belgrad die erste Weltmeisterschaft im Wasserball ausgetragen. Die Niederländer belegten in der Vorrunde den dritten Platz hinter den Mannschaften aus der Sowjetunion und aus Jugoslawien. In den Platzierungsspielen erreichten sie den achten Rang. Zwei Jahre später bei der Wasserball-Weltmeisterschaft 1975 belegten die Niederländer den siebten Platz.
1976 bei den Olympischen Spielen in Montreal erreichten die Niederländer als Vorrundenerste die Finalrunde. Nach der Finalrunde standen die Ungarn als Olympiasieger fest. Dahinter hatten die Italiener und die Niederländer jeweils zwei Siege, zwei Unentschieden und eine Niederlage. Die Tordifferenz war ebenfalls gleich und im direkten Vergleich hatten sich die beiden Teams mit 3:3 getrennt. Die Italiener erhielten die Silbermedaille dank der mehr erzielten Tore in der Finalrunde, die Niederländer bekamen die Bronzemedaille. Toonen wirkte in allen acht Spielen mit, sein einziges Tor erzielte er im Vorrundenspiel gegen die Mannschaft aus der Sowjetunion. Nach der Bronzemedaille bei den Olympischen Spielen 1948 war dies die zweite olympische Medaille für den niederländischen Wasserball, die dritte gewannen 32 Jahre später die Wasserballerinnen mit Gold 2008. 